# José Moris
José Moris (Santiago del Cile, 17 luglio 1939) è un ex calciatore cileno, di ruolo centrocampista.

## Carriera

### Club
Ha sempre giocato nel campionato cileno.

### Nazionale
Con la Nazionale cilena ha partecipato al Campeonato Sudamericano nel 1967.